# Coupe UEFA 1982-1983
Navigation
Édition précédente Édition suivante
La Coupe UEFA 1982-1983 est la douzième édition de la Coupe de l'UEFA, qui oppose les meilleurs clubs européens qualifiés grâce aux résultats de leur championnat national. Cette édition voit le RSC Anderlecht s'imposer en finale contre le Benfica Lisbonne. C'est la première Coupe d'Europe pour un club belge tandis que le Benfica est le premier club portugais à disputer une finale de Coupe UEFA.
L'attaquant yougoslave de Benfica Zoran Filipović remporte le titre honorifique de meilleur buteur de la compétition, avec huit buts inscrits.
L'Albanie est à nouveau absente pour cette édition. L'Espagne  et l'Italie obtiennent un représentant supplémentaire, au détriment de la Belgique. L'IFK Göteborg, tenant du titre, ne participe pas à la compétition car il est déjà engagé en Coupe d'Europe des vainqueurs de coupe de football 1982-1983, après avoir remporté la Coupe de Suède.
En plus de la Belgique (premier sacre en Coupe UEFA) et du Portugal (première finale en Coupe UEFA) présents en finale, les demi-finales voient l'émergence de nations peu habituées à atteindre ce niveau en Coupes d'Europe : la Tchécoslovaquie, avec les Bohemians 1905, premier club du pays à atteindre les demi-finales de la Coupe UEFA et la Roumanie, représentée par l'Universitatea Craiova, première équipe roumaine à atteindre un dernier carré européen et qui annonce la période de bons résultats du pays (six demi-finales européennes entre 1983 et 1990). À l'inverse, campagne européenne catastrophique des quatre équipes anglaises, qui sont toutes éliminées à l'issue du premier tour.

## Trente-deuxièmes de finale
| Équipe 1              | Résultat | Équipe 2                 | Aller | Retour |
| --------------------- | -------- | ------------------------ | ----- | ------ |
| 1. FC Kaiserslautern  | 6 - 0    | Trabzonspor              | 3 - 0 | 3 - 0  |
| AS Rome               | 4 - 3    | Ipswich Town             | 3 - 0 | 1 - 3  |
| AEK Athènes           | 0 - 6    | 1. FC Cologne            | 0 - 1 | 0 - 5  |
| AS Saint-Étienne      | 4 - 1    | FC Tatabánya             | 4 - 1 | 0 - 0  |
| Borussia Dortmund     | 0 - 2    | Rangers FC               | 0 - 0 | 0 - 2  |
| Dundee United         | 3 - 1    | PSV Eindhoven            | 1 - 1 | 2 - 0  |
| FC Utrecht            | 0 - 3    | FC Porto                 | 0 - 1 | 0 - 2  |
| Bohemians 1905        | 7 - 1    | Admira Wacker Vienne     | 5 - 0 | 2 - 1  |
| FC Carl Zeiss Iéna    | 3 - 6    | Girondins de Bordeaux    | 3 - 1 | 0 - 5  |
| SK Dinamo Tbilissi    | 2 - 2e   | SSC Naples               | 2 - 1 | 0 - 1  |
| Progrès Niederkorn    | 0 - 4    | Servette FC              | 0 - 1 | 0 - 3  |
| Spartak Moscou        | 8 - 4    | Arsenal FC               | 3 - 2 | 5 - 2  |
| Universitatea Craiova | 3 - 2    | ACF Fiorentina           | 3 - 1 | 0 - 1  |
| Viktoria Francfort    | 3 - 3e   | Werder Brême             | 1 - 3 | 2 - 0  |
| Ferencváros TC        | 3 - 2    | Athletic Bilbao          | 2 - 1 | 1 - 1  |
| Glentoran FC          | 1 - 4    | Baník Ostrava            | 1 - 3 | 0 - 1  |
| Grazer AK             | 1 - 4    | Corvinul Hunedoara       | 1 - 1 | 0 - 3  |
| HFC Haarlem           | 5 - 4    | KAA La Gantoise          | 2 - 1 | 3 - 3  |
| Fram Reykjavik        | 0 - 7    | Shamrock Rovers          | 0 - 3 | 0 - 4  |
| Lyngby BK             | 3 - 4    | IK Brage                 | 1 - 2 | 2 - 2  |
| Manchester United     | 1 - 2    | Valence CF               | 0 - 0 | 1 - 2  |
| PAOK Salonique        | 2e - 2   | FC Sochaux               | 1 - 0 | 1 - 2  |
| Pezoporikos Larnaca   | 2 - 3    | FC Zurich                | 2 - 2 | 0 - 1  |
| PFK Slavia Sofia      | 4 - 6    | FK Sarajevo              | 2 - 2 | 2 - 4  |
| RSC Anderlecht        | 6 - 1    | Koparit Kuopio           | 3 - 0 | 3 - 1  |
| Séville FC            | 6 - 1    | PFK Levski Sofia         | 3 - 1 | 3 - 0  |
| Benfica Lisbonne      | 4 - 2    | Betis Séville            | 2 - 1 | 2 - 1  |
| Śląsk Wrocław         | 3 - 2    | FK Dynamo Moscou         | 2 - 2 | 1 - 0  |
| Southampton FC        | 2 - 2e   | IFK Norrköping           | 2 - 2 | 0 - 0  |
| Stal Mielec           | 1 - 1e   | KSC Lokeren              | 1 - 1 | 0 - 0  |
| Viking FK             | 3e - 3   | 1. FC Lokomotive Leipzig | 1 - 0 | 2 - 3  |
| Żurrieq FC            | 1 - 8    | HNK Hajduk Split         | 1 - 4 | 0 - 4  |

## Seizièmes de finale
| Équipe 1           | Résultat       | Équipe 2              | Aller | Retour |
| ------------------ | -------------- | --------------------- | ----- | ------ |
| AS Rome            | 1 - 1 (5-3tab) | IFK Norrköping        | 1 - 0 | 0 - 1  |
| AS Saint-Étienne   | 0 - 4          | Bohemians 1905        | 0 - 0 | 0 - 4  |
| Corvinul Hunedoara | 4 - 8          | FK Sarajevo           | 4 - 4 | 0 - 4  |
| Spartak Moscou     | 5 - 1          | HFC Haarlem           | 2 - 0 | 3 - 1  |
| Ferencváros TC     | 1 - 2          | FC Zurich             | 1 - 1 | 0 - 1  |
| Hajduk Split       | 4 - 5          | Girondins de Bordeaux | 4 - 1 | 0 - 4  |
| SSC Naples         | 1 - 4          | 1. FC Kaiserslautern  | 1 - 2 | 0 - 2  |
| PAOK Salonique     | 2 - 4          | FC Séville            | 2 - 0 | 0 - 4  |
| RSC Anderlecht     | 6 - 3          | FC Porto              | 4 - 0 | 2 - 3  |
| Glasgow Rangers    | 2 - 6          | 1. FC Cologne         | 2 - 1 | 0 - 5  |
| Shamrock Rovers    | 0 - 5          | Universitatea Craiova | 0 - 2 | 0 - 3  |
| Benfica            | 4 - 1          | KSC Lokeren           | 2 - 0 | 2 - 1  |
| Śląsk Wrocław      | 1 - 7          | Servette FC           | 0 - 2 | 1 - 5  |
| Valence CF         | 1 - 0          | Baník Ostrava         | 1 - 0 | 0 - 0  |
| Viking FK          | 1 - 3          | Dundee United         | 1 - 3 | 0 - 0  |
| Werder Brême       | 8 - 2          | IK Brage              | 2 - 0 | 6 - 2  |

## Huitièmes de finale
| Équipe 1              | Résultat | Équipe 2              | Aller | Retour |
| --------------------- | -------- | --------------------- | ----- | ------ |
| 1. FC Cologne         | 1 - 2    | AS Rome               | 1 - 0 | 0 - 2  |
| Dundee United         | 3 - 2    | Werder Brême          | 2 - 1 | 1 - 1  |
| Girondins de Bordeaux | 1 - 2    | Universitatea Craiova | 1 - 0 | 0 - 2  |
| FK Spartak Moscou     | 0 - 2    | Valence CF            | 0 - 0 | 0 - 2  |
| FC Zurich             | 1 - 5    | Benfica Lisbonne      | 1 - 1 | 0 - 4  |
| RSC Anderlecht        | 6 - 2    | FK Sarajevo           | 6 - 1 | 0 - 1  |
| Servette FC           | 3 - 4    | Bohemians 1905        | 2 - 2 | 1 - 2  |
| FC Séville            | 1 - 4    | 1. FC Kaiserslautern  | 1 - 0 | 0 - 4  |

## Quarts de finale
| Équipe 1             | Résultat | Équipe 2              | Aller | Retour |
| -------------------- | -------- | --------------------- | ----- | ------ |
| 1. FC Kaiserslautern | 3 - 3e   | Universitatea Craiova | 3 - 2 | 0 - 1  |
| AS Rome              | 2 - 3    | Benfica Lisbonne      | 1 - 2 | 1 - 1  |
| Bohemians 1905       | 1 - 0    | Dundee United         | 1 - 0 | 0 - 0  |
| Valence CF           | 2 - 5    | RSC Anderlecht        | 1 - 2 | 1 - 3  |

## Demi-finales
| Équipe 1         | Résultat | Équipe 2              | Aller | Retour |
| ---------------- | -------- | --------------------- | ----- | ------ |
| Bohemians 1905   | 1 - 4    | RSC Anderlecht        | 0 - 1 | 1 - 3  |
| Benfica Lisbonne | 1e - 1   | Universitatea Craiova | 0 - 0 | 1 - 1  |

## Finales
| Équipe 1       | Résultat | Équipe 2         | Aller | Retour |
| -------------- | -------- | ---------------- | ----- | ------ |
| RSC Anderlecht | 2 - 1    | Benfica Lisbonne | 1 - 0 | 1 - 1  |